# Euripe
Ne doit pas être confondu avec Golfe d'Eubée.
Pour les articles homonymes, voir Euripe (homonymie).
L'Euripe ou détroit de l'Euripe, en grec moderne : Εύριπος et Πορθμός του Ευρίπου, est un détroit de Grèce qui sépare l'Eubée de la Béotie au niveau de la ville de Chalcis, en mer Égée, entre le golfe Nord d'Eubée et le golfe Sud d'Eubée. Sa définition est parfois étendue à l'ensemble du golfe d'Eubée.

## Marées

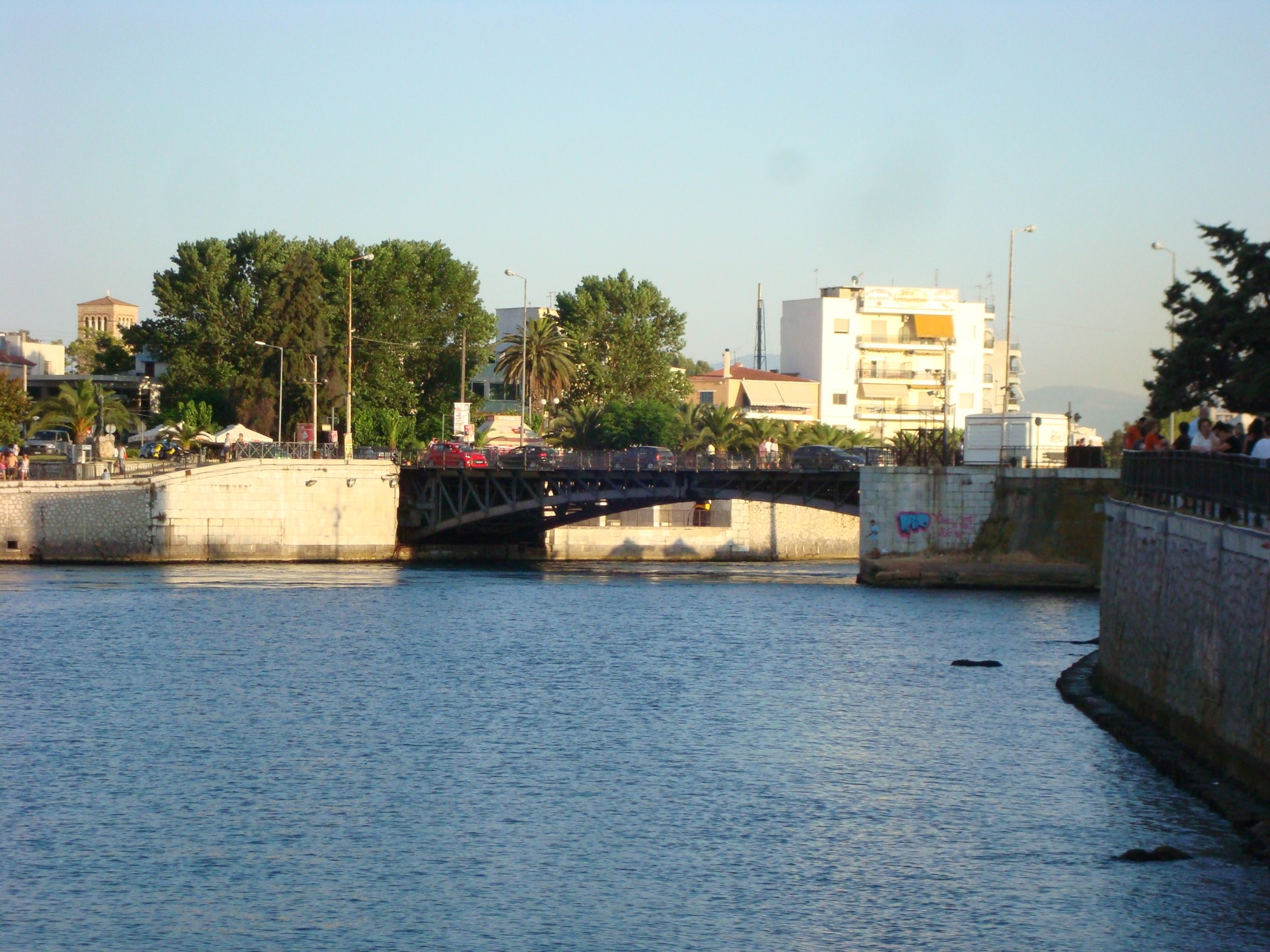
Le pont mobile sur l'Euripe à Chalcis, dans sa partie la plus étroite.

Au niveau de la ville de Chalcis, le détroit se rétrécit au point de ne former qu'un chenal traversé par un pont mobile de longueur modeste. Dès l’antiquité, philosophes et savants ont cherché à expliquer le phénomène d’inversion du courant (appelé seiche en terme technique) dans le détroit de l’Euripe.  
Aristote, le premier, s'interrogeait sur ce curieux phénomène physique qui ne semble pas en relation directe avec le mécanisme des marées. Le philosophe avait énoncé le principe que « la mer a des courants mais pas de secousses, », de sorte qu’en l’absence d’un tremblement de terre, on demeurait perplexe sur la cause du phénomène ; mais il savait aussi que « la mer est parcourue par un courant dans les parages des détroits, partout où une grande mer se rétrécit pour en former une petite à cause de la mer qui l’environne — et c’est à cause du fait qu’il y a une fréquente oscillation dans un sens et dans l’autre. Cette oscillation, faible dans une grande mer, prend nécessairement une ampleur considérable dans un espace resserré. » Il comparait les changements de direction des vents à celui qui affecte l’Euripe. L'oscillation dont il parle et qu'il a observée dans les détroits correspond bien au phénomène connu sous le nom d’inversion des courants. Aristote est mort à Chalcis en 322 av. J.-C.
Le géographe Strabon a décrit le phénomène spécifique des flux de ce détroit : « La question du flux et du reflux de l'océan a été traitée tout au long par Posidonios et par Athénodore. Pour ce qui est des courants alternatifs des détroits, autre question qui demande à être traitée plus scientifiquement que nous ne pouvons le faire dans le présent ouvrage, il nous suffira de dire qu'il n'y a rien d'uniforme dans la manière dont ces courants se comportent au sein des différents détroits, à en juger du moins par l'apparence : autrement, comment expliquer que, dans l'espace d'un jour, le courant du détroit de Sicile, ainsi que le marque Ératosthène, change deux fois de direction et celui de l'Euripe de Chalcis sept fois, tandis que le courant du détroit de Byzance n'en change pas du tout et poursuit invariablement sa marche de la mer de Pont vers la Propontide, sauf de temps à autre quelques interruptions, pendant lesquelles, au dire d'Hipparque, il demeurerait complètement stationnaire ? »
Pline l'Ancien explique le phénomène en ces termes : « Il y a cependant des marées particulières en certains lieux : ainsi le flux vient plusieurs fois dans le détroit de Messine à Tauromenium, et sept fois le jour et la nuit dans l'Euripe, auprès de l'Eubée. La marée est au plus bas pendant trois jours dans le mois, au septième, au huitième, au neuvième jour de la lune. A Cadix, la fontaine proche du temple d'Hercule, laquelle est renfermée dans une espèce de puits, augmente et diminue, tantôt en même temps que l'Océan, tantôt à des époques opposées. »

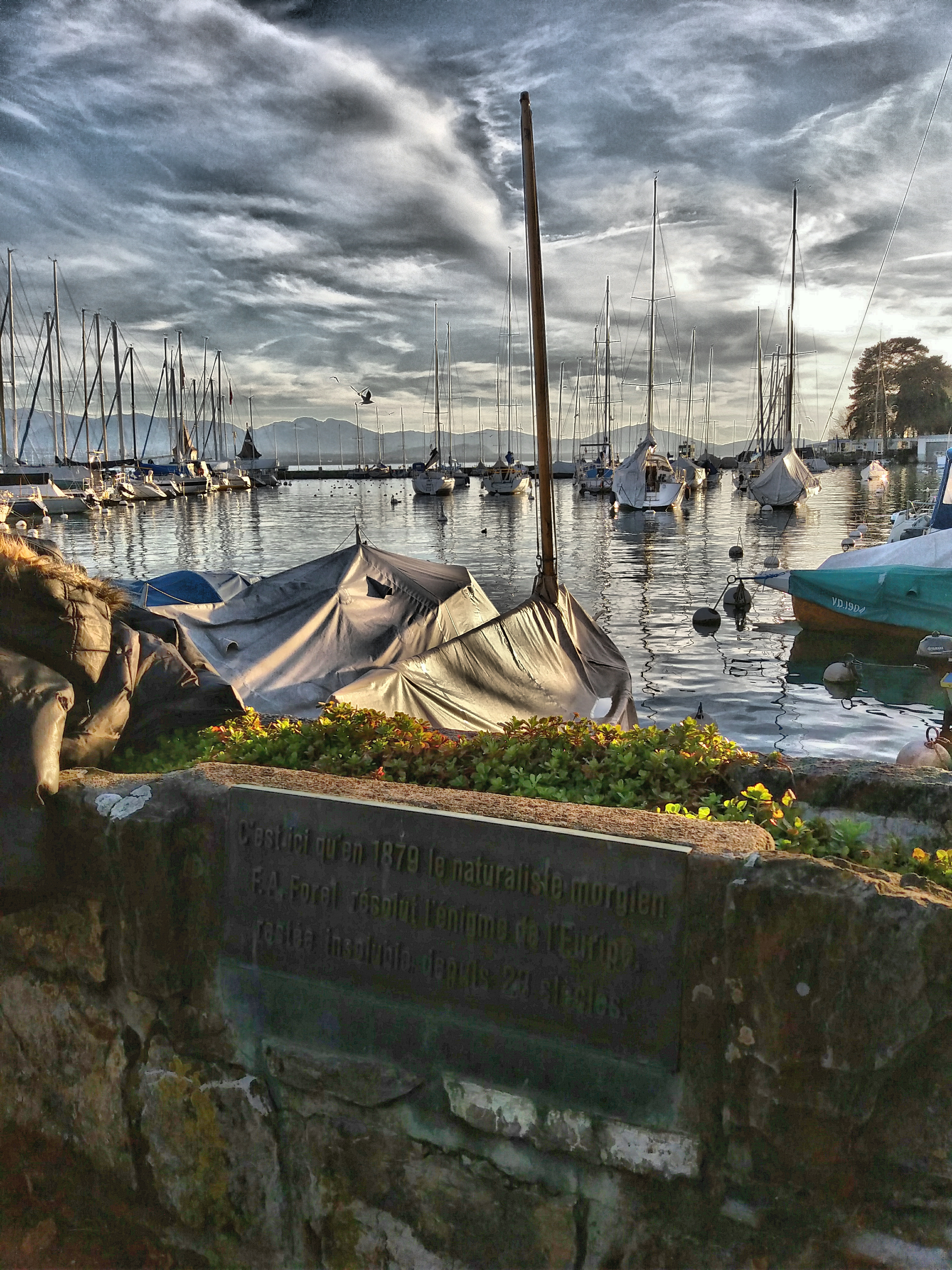
Plaque commémorative où François-Alphonse Forel comprit une part de l'énigme, aux abords du port de Morges en Suisse (Canton de Vaud).

Au XIXe siècle, le savant suisse Francois-Alphonse Forel a avancé dans la résolution de cette énigme par son étude de la limnologie et la découverte du phénomène des seiches. La résolution complète du problème est due au Grec D. Eginitis, directeur de l'Observatoire d'Athènes, qui a publié ses conclusions en 1929,. 
Une signalisation précise et impérative fournit au niveau de Chalcis les informations nécessaires à la navigation : sens du courant et permission de passage.

## Ponts
Deux ponts routiers enjambent le détroit, tous deux à Chalcis. L'un est un pont suspendu à deux piliers, d'une portée d'environ 215 m, construit au sud de la ville en 1992, et communément appelé "Nouveau" ou "Haut" pont. Le détroit est large de 160 m en cet endroit. Le pont est accessible par une bretelle de la grand-route à Aulis.
Le "Vieux" ou "Bas" pont se trouve au centre de la ville, et peut s'ouvrir pour permettre le passage des bateaux. Il est situé au point le plus étroit du détroit, là où il n'a que 38 m de large. Il comporte deux bandes de circulation pour les voitures et camions.
On lit souvent que le premier pont sur l’Euripe fut construit en 411 av. J. C., c'est-à-dire pendant la guerre du Péloponnèse. En fait, on ne trouve trace de cela ni chez Thucydide ni chez Xénophon qui nous racontent l’histoire de ce conflit dans Histoire de la guerre du Péloponnèse et dans les Helléniques. Cette date a probablement été proposée parce qu’un tel pont pouvait empêcher la flotte athénienne de contrôler le détroit, contrôle qui fut effectif jusqu’à la défaite des Athéniens devant Érétrie (à quelques kilomètres au sud de Chalcis) en 411. Ce qui est sûr, c’est que :
- il n’y avait pas de pont en 480 (deuxième guerre médique), parce que beaucoup de navires sont passés là au moment de la Bataille de l'Artémision[11] ;
- il y avait un pont avant 334 av. J. C., parce que, selon Strabon, d’une part Éphore de Cumes (v.400 - v.330) avait écrit que le détroit est si étroit qu’il était franchi par un pont long de seulement deux plèthres (IX, 2, 2), et d’autre part le peuple de Chalcis construisit des tours, des portes et de hauts murs à l’extrémité du pont l’année où Alexandre le Grand passa en Asie (X, 1, 8).

Le pont fut apparemment reconstruit par l’empereur Justinien Ier en 540 ap. J.-C. Un autre pont fut construit par les Vénitiens à la fin du Moyen Âge. Après 1470, les Turcs construisirent un pont de pierre muni d’un pont-levis qui autorisait le passage des bateaux. En 1842, un nouvel ouvrage fut construit, qui interdisait la navigation dans le chenal. Il fut remplacé en 1858 par un pont rétractable, lui-même remplacé en 1896 par un pont tournant. Enfin, un pont s’ouvrant en deux parties fut construit en 1962, puis réparé en 1998.